# Clavenicodes
Clavenicodes is een kevergeslacht uit de familie van de boktorren (Cerambycidae). De wetenschappelijke naam van het geslacht werd voor het eerst geldig gepubliceerd in 1953 door Breuning.

## Soorten
Clavenicodes is monotypisch en omvat slechts de volgende soort:
- Clavenicodes clavus (Fauvel, 1906)